# Guido Seibelt
Guido Seibelt (* 13. Dezember 1973 in Nürnberg) ist ein deutscher Radiomoderator und Stadionsprecher.

## Beruf
Ab 1999 im Funkhaus Nürnberg bei Radio Gong. Programmchef bei Radio Gong ab 2009. Er moderierte von Montag bis Freitag in Nürnberg die bekannte Radio Morning-Show bei Radio Gong.

## Sonstiges
- Er spielt Schlagzeug, unter anderem von 1989 bis 1993 bei der Heavy-Metal-Band Baustelle und von 1997 bis 2002 bei der Alternative-Rock-Band Subwave.
- Er war von 2003 bis 2020 Stadionsprecher beim 1. FC Nürnberg.[1]
- Seit der Saison 2024/2025 ist er wieder als Stadionsprecher beim 1. FC Nürnberg tätig